# 太陽西から昇る (映画)
『太陽西から昇る』(たいようにしからのぼる）は、1964年6月18日に日活で製作された日本映画。江崎実生監督の青春映画、主演は浅丘ルリ子と長谷川明男。当舎達治による同名小説の映画化したものである。
映画芸術ではベストテン第1位に選出された作品である。ロケーションは、成城学園前にかつてあった石原裕次郎の自宅で行われた。

## キャスト
- 長谷川明男 :日下浩
- 浅丘ルリ子 : 小倉康子
- 槙杏子 : 小野寺亜紀
- 設楽香乃 : ノン
- 草薙幸二郎 : 権田竜次
- 中尾彬 : 久我
- 平田大三郎 : ガン
- 武藤章生 : テツ
- 茂手木かすみ : シノ
- 市村博 : 学生
- 神山勝 : 教授
- 杉江弘 : 川崎の男
- 榎木兵衛 : 川崎の男
- 柳瀬志郎 : 黒田組の男
- 芦田伸介 : 小野寺重樹

## スタッフ
- 監督 : 江崎実生
- 脚本 : 中島丈晴
- 撮影 : 横山実
- 企画 : 久保圭之介
- 音楽 : 伊部晴美
- 編集 : 鈴木晄